# Pizay
Pizay ist eine französische Gemeinde im Département Ain in der Region Auvergne-Rhône-Alpes. Sie gehört zum Kanton Meximieux im Arrondissement Bourg-en-Bresse. 

## Lage
Die Gemeinde Pizay liegt am Flüsschen Cotey am Südrand der Seenlandschaft Dombes, 24 Kilometer nordöstlich von Lyon. Sie grenzt im Nordosten an Faramans, im Südosten an Bressolles, im Süden an Dagneux, im Südwesten an Montluel, im Westen an Sainte-Croix und im Nordwesten an Le Montellier.

## Bevölkerungsentwicklung
| Jahr                       | 1962 | 1968 | 1975 | 1982 | 1990 | 1999 | 2009 | 2021 |
| -------------------------- | ---- | ---- | ---- | ---- | ---- | ---- | ---- | ---- |
| Einwohner                  | 222  | 237  | 319  | 379  | 433  | 637  | 774  | 914  |
| Quellen: Cassini und INSEE |      |      |      |      |      |      |      |      |

## Sehenswürdigkeiten
- Kirche Saint-Corneille, erbaut 1852–1867
- Flurkreuz Croix Martel

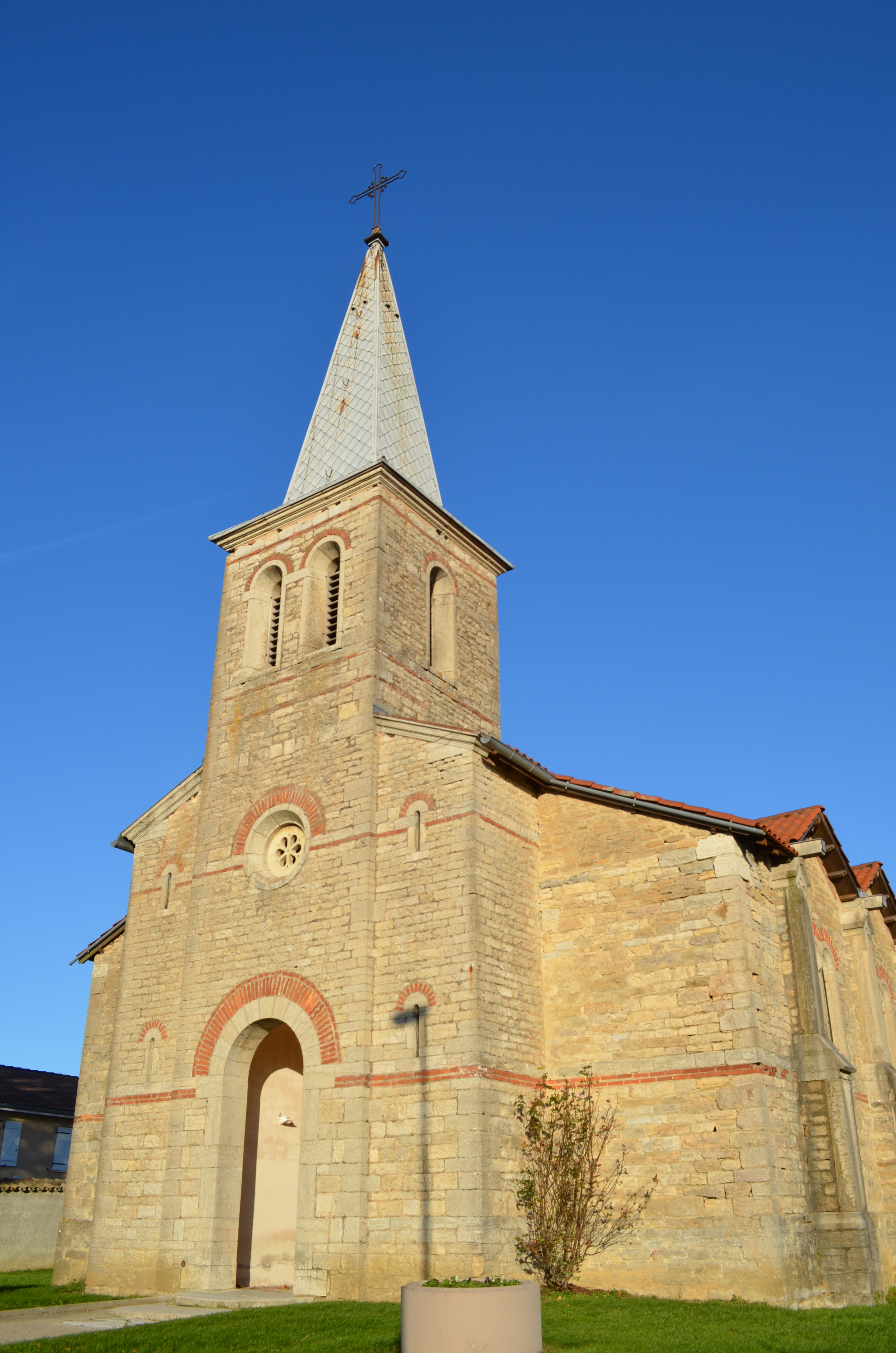
Kirche Saint-Corneille
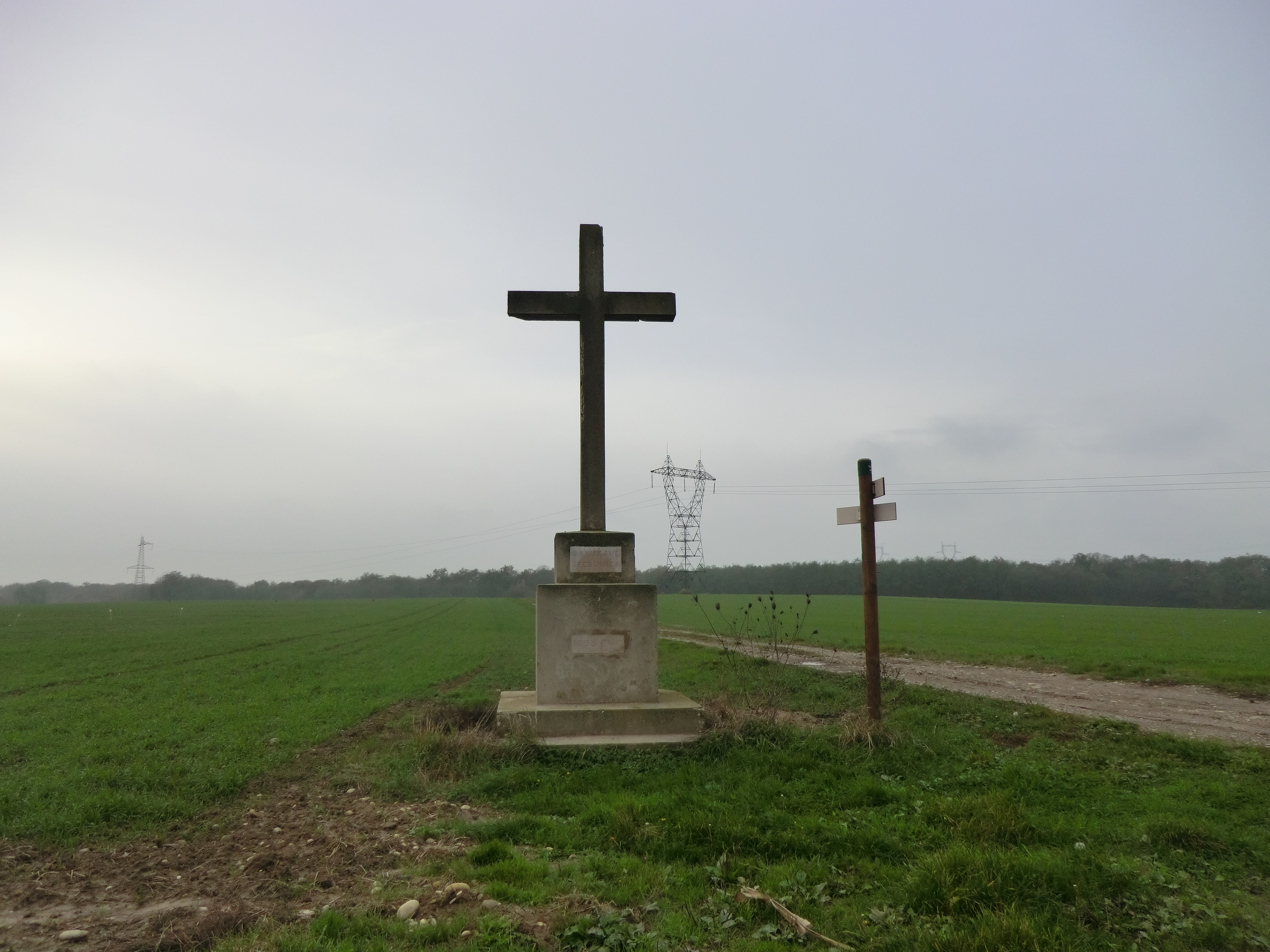
Flurkreuz „Croix Martel“
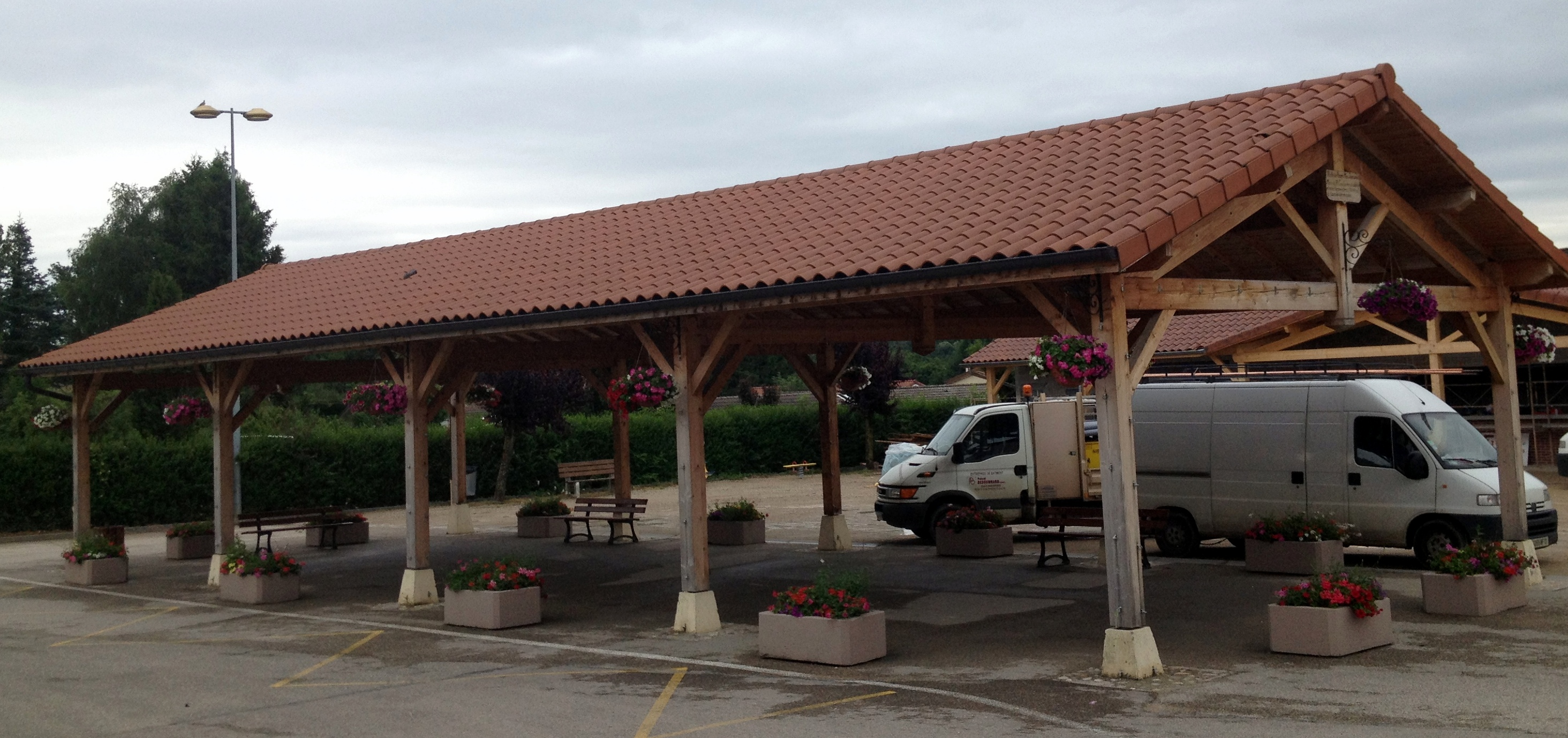
Ehemalige Markthalle